# فرودگاه نیروی هوایی سلطنتی کاردینگتون
فرودگاه نیروی هوایی سلطنتی کاردینگتون (به انگلیسی: RAF Cardington) یک فرودگاه است . این فرودگاه در کشور انگلستان قرار دارد و در ارتفاع ۳۰ متری از سطح دریا واقع شده است.